# Кольо Карагьозов
Кольо (Никола) Василев Карагьозов е изтъкнат икономист, акционер и директор на „Иван К. Калпазанов“ ААД, щедър дарител, почетен консул на Германия в Габрово, изтъкнат общественик, потърпевш от социалистическия режим.
Допринесъл е за развитието на габровската и българската индустрия, както и за развитието на българските външнотърговски отношения.

## Биография
Кольо Карагьозов е роден на 17 юли 1896 г. в град Габрово. Неговите родители са индустриалецът и политик (по-късно монах) Васил Карагьозов и Дешка Калпазанова-Карагьозова, дъщеря на фабриканта Иван Калпазанов.
Кръстен е на своя дядо Никола Карагьозов, търговец от Търново. По бащина линия е братовчед на Ангел Димитров Карагьозов (юрист в София и председател на ВКС). Племенник е на фабриканта Стефан Недев Карагьозов от Търново. По майчина линия е внук на Иван Колчев Калпазанов, племенник на д-р Петър Цончев и Добри Калпазанов, братовчед на Иван Калпазанов младши.
След като майка му Дешка Калпазанова-Карагьозова умира твърде млада през 1902 г., за малкия Кольо и негвите 3 сестри Венка, Вела и Иванка се грижи гувернантка от Германия, доведена от техния баща, която ги научава да говорят немски език.
Основно образование получава в родния си град. По настояване на своя баща Васил Карагьозов той и сестрите му изучават рисуване, свирят на пиано и цигулка. Завършва Априловската реална гимназия в Габрово през 1915 г. Отбива военна служба и заминава в Германия, където в Ерланген следва право, а в Лайпциг – във Висшето търговско училище (Handel Hochshule), и получава звание „дипломиран търговец“.

### Счетоводител и фабричен директор
След завръщането си в Габрово през 1923 г. работи в „Индустриална банка“, клон Габрово. По-късно се прехвърля като счетоводител в ААД „Иван Колчев Калпазанов“ (фабриката на неговите дядо и баща). През идните години се изявява и се доказва като един от най-кадърните счетоводители в Габрово. Благодарение на своя ум и професионализъм достига до поста директор и член на Управителния съвет на фабриката. Управлява до национализацията. В качеството си на директор има огромни заслуги за развитието на предприятието, за усъвършенстване на производствените мощности и за увеличаване на пазарите на фабриката. Членува в Съюза на българските индустриалци. Неслучайно габровци са изпитвали голям респект към неговия ум и са го наричали „Лалугера“.

### Контакти с религията и с духовенството
- Възпитан в християнските ценности от своя баща Васил Николов Карагьозов, който по-късно става Вениамин Схимонах на Атон в манастира „Св. вмч. „Георги Зограф“. Помага на своя баща в снабдяването на манастира с провизии (боб, ориз, леща), като урежда освобождаване на стоките от митница, поема разноските по доставката им, осъществява необходимите контакти с различните институции.

- Приятел с йеросхимонах Пахомий Зографски, Атонски и Светогорски -  емблематичният библиотекар на Славянобългарски манастир "Свети вмч. "Георги Зограф", Света гора, Атон.

- Черкувал се в Троянски манастир и в Дряновски манастир.

### Потърпевш от социалистическия „геноцид“
След 9 септември 1944 г. социалистическото правителство национализира семейната фабрика и личните имоти на акционерите. Кольо Карагьозов, неговите деца, неговите сестри са принудени да освободят къщите си и да ги предадат на народната власт. Те са настанени да живеят в различни квартири. Изселвани са многократно извън пределите на Габрово. Кольо Карагьозов и семейството му са преследвани, тормозени и тиранизирани от самозвани представители на народната власт, както и от наследниците на партизани и ятаци.
В периода май 1948 до юли 1950 г. Кольо Карагьозов е изпратен от народната власт на лагер в с. Ножарево, заедно с много други габровци и хора от цялата страна, за полагане на „поправителен труд“, обявени за врагове на народа с мотивите, че:
- са наследници на стари родове и са притежатели на собственост, както и експлоататори на работниците – без да вземат предвид, че собствеността е добивана през годините с цената на много труд, усилия и умели инвестиции, че бившите фабриканти са правили дарения на различни институции в града, благодарение на които те са процъфтявали, че още от края на XIX век не само са изплащали заплати, но и са осигурявали своите работници и са формирали фондове за отпускане на пенсии на работниците, при разни поводи са им раздавали подаръци, включително и от произвежданата продукция;
- са получили своето образование в чужбина (а именно това квалитетно образование им е помогнало да станат умни и креативни, да правят успешен бизнес, да създават силна и модерна икономика в България, да осигуряват заетост на населението).

При социалистическия режим К. Карагьозов многократно сменя местожителството си и работата си. В автобиографията му четем, че е работил като счетоводител в коопреция „Сила“ в с. Върбаново, в кооперация „Възход“ в с. Дебелец, в кооперация „Изгрев“ в с. Любово.
Намира вечен покой на 12 декември 1972 г.

## Благотворителност
- Всички работници и служители на ААД „Иван К. Калпазанов“ са били застраховани срещу злополуки – тогава незадължително за индустриалците.
- Дарител на средства за Габрово:
  - Регионална библиотека „Априлов - Палаузов“;
  - Национална Априловска гимназия;
  - Читалището.
- Дарение от 50 000 лв. за изработване на иконостас в църквата на Дряновския манастир (1946).
- Дарител за манастира „Св. вмч. Георги Зограф“ на Атон.